# The Show (émission de télévision)
 (janvier 2025).
Pour les articles homonymes, voir The Show.
The Show (coréen : 더 쇼), est une émission de télévision sud-coréenne diffusée sur SBS MTV, animée actuellement par Xiaojun de NCT et WayV, Hyeongjun de Cravity et Saebi de Izna. Cette émission est diffusée tous les mardis à 20h00 depuis le SBS Prism Tower à Sangam-dong, Séoul en Corée du Sud.

## Présentateurs

### MC Fixe

#### Saison 1
- Luna, Hyoseong (15 Avril – 30 Septembre 2011)
- Himchan, Hyeri (7 Octobre – 16 Décembre 2011)

#### Saison 2
- Lee Min-hyuk, Yook Sung-jae (23 Mars – 19 Octobre 2012)
- Zico, P.O (26 Octobre – 21 Décembre 2012)

#### Saison 3
- Gyuri, Seungyeon (8 Octobre 2013 – 27 Mai 2014)
- Jiyeon, Hyeri, Jung Wook (3 Juin – 21 Octobre 2014)

#### Saison 4
- Hyeri (28 Octobre 2014 – 20 Janvier 2015)
- Hongbin (3 Mars 2015 – 13 Octobre 2015)
- Jiyeon, Zhou Mi (28 Octobre 2014 – 8 Décembre 2015)

#### Saison 5
- Zhou Mi (26 Janvier 2016 – 2 Août 2016)
- Yerin (26 Janvier 2016 – 6 Septembre 2016)
- Somi, Wooshin (11 Octobre 2016 – 25 Avril 2017)
- P.O, Jeonghwa, Yeonwoo (16 Mai – 29 Août 2017)
- Youngjae, JooE, Hohyeon (17 Octobre 2017 – 8 Mai 2018)

#### Saison 6
- Yeeun, Jeno, Jin Longguo (22 Mai – 23 Octobre 2018)
- Yeeun, Jeno (30 Octobre 2018 – 26 Novembre 2019)
- TAG, Dayoung, Bae Jin-young (3 Décembre 2019)
- Juyeon, Sihyeon, Kim Min-kyu (11 Février 2020 – 2 Février 2021)
- Yeosang, Kim Yo-han, Jihan (2 Mars 2021 – 14 Décembre 2021)
- Chaehyun, Yeosang, Minhee (25 Janvier 2022 - 14 Mars 2023)
- Yeosang, Hyeongseop, Xiaojun (28 mars 2023 - 5 mars 2024)
- Xiaojun, Hyeongjun, Nana (19 mars 2024 - 3 décembre 2024)
- Xiaojun, Hyeongjun, Saebi (4 mars 2025 - Présent)

### MC Spécial
- 21 mars 2023 :  Lee Daehwi
- 9 mai 2023 : Hyeongseop, Xiaojun et Minjae
- 16 mai 2023 : Hyeongseop, Hwarang et Xiaojun
- 1er août 2023 : Hyeongseop, Xiaojun et Sondongpyo
- 29 août 2023 : Xiaojun, Yerin et Sihyeon
- 5 septembre 2023 : Xiaojun, Minjae et Yujun

## Liste des vainqueurs

### 2014
| Episode | Date        | Artiste                 | Chanson        | Points         |
| ------- | ----------- | ----------------------- | -------------- | -------------- |
| 1       | 28 octobre  | VIXX                    | "Error"        | 9,850          |
| 2       | 4 novembre  | VIXX                    | "Error"        | 8,059          |
| 3       | 11 novembre | Boyfriend               | "Witch"        | 7,669          |
| 4       | 18 novembre | Zhou Mi                 | "Rewind"       | 8,114          |
| 5       | 25 novembre | Hyolyn et Jooyoung (en) | "Erase"        | 7,415          |
| 6       | 2 décembre  | Apink                   | "Luv"          | 7,237          |
| 7       | 9 décembre  | Apink                   | "Luv"          | 8,257          |
| 8       | 16 décembre | Apink                   | "Luv"          | 8,498          |
| 9       | 23 décembre | Pas de gagnant          | Pas de gagnant | Pas de gagnant |
| 10      | 30 décembre | Pas de gagnant          | Pas de gagnant | Pas de gagnant |

### 2015
| Episode | Date          | Artiste                               | Chanson                               | Points                                |
| ------- | ------------- | ------------------------------------- | ------------------------------------- | ------------------------------------- |
| —       | 6 janvier     | Pas d'émission                        | Pas d'émission                        | Pas d'émission                        |
| 11      | 13 janvier    | EXID                                  | "Up & Down (en)"                      | 8,165                                 |
| 12      | 20 janvier    | Jonghyun                              | "Déjà-Boo"                            | 8,604                                 |
| 13      | 27 janvier    | Jonghyun                              | "Déjà-Boo"                            | 7,388                                 |
| 14      | 3 février     | Infinite H                            | "Pretty"                              | 7,572                                 |
| 15      | 10 février    | Infinite H                            | "Pretty"                              | 8,383                                 |
| 16      | 17 février    | U-Kiss                                | "Playground"                          | Choix Chinois                         |
| 17      | 24 février    | Nouvel An Lunaire, pas de gagnant     | Nouvel An Lunaire, pas de gagnant     | Nouvel An Lunaire, pas de gagnant     |
| 18      | 3 mars        | VIXX                                  | "Love Equation"                       | 8,250                                 |
| 19      | 10 mars       | VIXX                                  | "Love Equation"                       | 8,254                                 |
| 20      | 17 mars       | VIXX                                  | "Love Equation"                       | 7,941                                 |
| 21      | 24 mars       | Boyfriend                             | "Bounce"                              | 8,084                                 |
| 22      | 31 mars       | Red Velvet                            | "Ice Cream Cake (en)"                 | 7,138                                 |
| 23      | 7 avril       | F.T. Island                           | "Pray"                                | 7,832                                 |
| 24      | 14 avril      | F.T. Island                           | "Pray"                                | 7,728                                 |
| 25      | 21 avril      | EXID                                  | "Ah Yeah"                             | 7,117                                 |
| 26      | 28 avril      | EXO                                   | "Call Me Baby"                        | 8,227                                 |
| 27      | 5 mai         | BTS                                   | "I Need U (en)"                       | 8,078                                 |
| 28      | 12 mai        | BTS                                   | "I Need U (en)"                       | 8,442                                 |
| 29      | 19 mai        | Kim Sung-kyu                          | "The Answer"                          | 8,413                                 |
| —       | 26 mai        | UNIQ                                  | "EOEO"                                | Choix Chinois                         |
| 30      | 2 juin        | Kara                                  | "Cupid"                               | 8,274                                 |
| 31      | 9 juin        | Shinee                                | "View"                                | 7,861                                 |
| 32      | 16 juin       | EXO                                   | "Love Me Right"                       | 8,317                                 |
| 33      | 23 juin       | 2PM                                   | "My House"                            | 8,516                                 |
| 34      | 30 juin       | Teen Top                              | "Ah-Ah                                | 7,218                                 |
| 35      | 7 juillet     | AOA                                   | "Heart Attack"                        | 7,416                                 |
| 36      | 14 juillet    | Girls' Generation                     | "Party"                               | 8,286                                 |
| 37      | 21 juillet    | Infinite                              | "Bad"                                 | 8,648                                 |
| 38      | 28 juillet    | Infinite                              | "Bad"                                 | 8,657                                 |
| 39      | 4 août        | Summer K-Pop Festival, pas de gagnant | Summer K-Pop Festival, pas de gagnant | Summer K-Pop Festival, pas de gagnant |
| 40      | 11 août       | Summer K-Pop Festival, pas de gagnant | Summer K-Pop Festival, pas de gagnant | Summer K-Pop Festival, pas de gagnant |
| 41      | 18 août       | Summer K-Pop Festival, pas de gagnant | Summer K-Pop Festival, pas de gagnant | Summer K-Pop Festival, pas de gagnant |
| 42      | 25 août       | Girls' Generation                     | "Lion Heart"                          | 7,295                                 |
| 43      | 1er septembre | VIXX LR                               | "Beautiful Liar"                      | 9,464                                 |
| —       | 8 septembre   | Pas d'émission                        | Pas d'émission                        | Pas d'émission                        |
| 44      | 15 septembre  | Red Velvet                            | Dumb Dumb                             | 7,498                                 |
| 45      | 22 septembre  | CN Blue                               | "Cinderella (en)"                     | 8,607                                 |
| 46      | 29 septembre  | CN Blue                               | "Cinderella (en)"                     | 8,545                                 |
| 47      | 6 octobre     | GOT7                                  | "If You Do"                           | 8,981                                 |
| 48      | 13 octobre    | GOT7                                  | "If You Do"                           | 8,598                                 |
| 49      | 20 octobre    | GOT7                                  | "If You Do"                           | 9,241                                 |
| 50      | 27 octobre    | Kim Dong-wan (en)                     | "I'm Fine"                            | 7,402                                 |
| 51      | 3 novembre    | Concert 2015 Asia Dream               | Concert 2015 Asia Dream               | Concert 2015 Asia Dream               |
| 52      | 10 novembre   | f(x)                                  | "4 Walls"                             | 8,910                                 |
| 53      | 17 novembre   | VIXX                                  | "Chained Up"                          | 8,914                                 |
| 54      | 24 novembre   | Lee Hong-ki                           | "Insensible"                          | 7,310                                 |
| 55      | 1er décembre  | B.A.P                                 | "Young, Wild & Free"                  | 7,447                                 |
| 56      | 8 décembre    | BTS                                   | "Run (en)"                            | 8,951                                 |
| —       | 15 décembre   | Pas d'émission                        | Pas d'émission                        | Pas d'émission                        |
| —       | 22 décembre   | Pas d'émission                        | Pas d'émission                        | Pas d'émission                        |
| —       | 29 décembre   | Pas d'émission                        | Pas d'émission                        | Pas d'émission                        |

### 2016
| Episode | Date         | Artiste           | Chanson                    | Points            |
| ------- | ------------ | ----------------- | -------------------------- | ----------------- |
| —       | 5 janvier    | Pas d'émission    | Pas d'émission             | Pas d'émission    |
| —       | 12 janvier   | Pas d'émission    | Pas d'émission             | Pas d'émission    |
| —       | 19 janvier   | Pas d'émission    | Pas d'émission             | Pas d'émission    |
| 57      | 26 janvier   | Teen Top          | "Warning Sign"             | 8,423             |
| 58      | 2 février    | GFriend           | "Rough (en)"               | 8,044             |
| —       | 9 février    | Nouvel an lunaire | Nouvel an lunaire          | Nouvel an lunaire |
| 59      | 16 février   | GFriend           | "Rough (en)"               | 7,653             |
| 60      | 23 février   | SS301             | "Pain"                     | 7,062             |
| 61      | 1er mars     | Taemin            | "Press Your Number"        | 8,397             |
| 62      | 8 mars       | B.A.P             | "Feel So Good"             | 7,876             |
| 63      | 15 mars      | Mamamoo           | "You're the Best"          | 7,642             |
| 64      | 22 mars      | Red Velvet        | "One of These Nights (en)" | 7,823             |
| 65      | 29 mars      | GOT7              | "Fly"                      | 9,025             |
| 66      | 5 avril      | GOT7              | "Fly"                      | 9,108             |
| 67      | 12 avril     | CN Blue           | "You're So Fine (en)"      | 7,690             |
| 68      | 19 avril     | CN Blue           | "You're So Fine (en)"      | 8,385             |
| 69      | 26 avril     | VIXX              | "Dynamite"                 | 8,841             |
| 70      | 3 mai        | VIXX              | "Dynamite"                 | 8,208             |
| 71      | 10 mai       | VIXX              | "Dynamite"                 | 8,220             |
| 72      | 17 mai       | Tiffany           | "I Just Wanna Dance"       | 7,898             |
| 73      | 24 mai       | AOA               | "Good Luck (en)"           | 8,192             |
| 74      | 31 mai       | Jonghyun          | "She Is"                   | 8,644             |
| —       | 7 juin       | Pas d'émission    | Pas d'émission             | Pas d'émission    |
| 75      | 14 juin      | EXID              | "L.I.E"                    | 8,924             |
| 76      | 21 juin      | EXO               | "Monster"                  | 9,440             |
| 77      | 28 juin      | Sistar            | "I Like That"              | 7,044             |
| 78      | 5 juillet    | EXID              | "L.I.E"                    | 8,410             |
| 79      | 12 juillet   | Wonder Girls      | "Why So Lonely (en)"       | 7,673             |
| 80      | 19 juillet   | GFriend           | "Navillera (en)"           | 8,404             |
| 81      | 26 juillet   | F.T. Island       | "Take Me Now"              | 7,970             |
| 82      | 2 août       | GFriend           | "Navillera (en)"           | 8,039             |
| 83      | 9 août       | GFriend           | "Navillera (en)"           | 8,034             |
| 84      | 16 août      | I.O.I             | "Whatta Man"               | 9,012             |
| 85      | 23 août      | VIXX              | "Fantasy"                  | 9,144             |
| 86      | 30 août      | I.O.I             | "Whatta Man"               | 7,241             |
| 87      | 6 septembre  | VIXX              | "Fantasy"                  | 9,159             |
| 88      | 13 septembre | Red Velvet        | "Russian Roulette (en)"    | 8,352             |
| 89      | 20 septembre | Red Velvet        | "Russian Roulette (en)"    | 8,449             |
| —       | 27 septembre | Pas d'émission    | Pas d'émission             | Pas d'émission    |
| —       | 4 octobre    | Pas d'émission    | Pas d'émission             | Pas d'émission    |
| 90      | 11 octobre   | SHINee            | "1 of 1"                   | 8,282             |
| 91      | 18 octobre   | GOT7              | "Hard Carry"               | 8,714             |
| 92      | 25 octobre   | BTS               | "Blood, Sweat and Tears"   | 8,936             |
| 93      | 1er novembre | TWICE             | "TT (en)"                  | 8,680             |
| 94      | 8 novembre   | VIXX              | "The Closer"               | 8,861             |
| 95      | 15 novembre  | EXO-CBX           | "Hey Mama!"                | 7,936             |
| 96      | 22 novembre  | B.A.P             | "Skydive"                  | 8,072             |
| 97      | 29 novembre  | Mamamoo           | "Décalcomanie"             | 7,523             |
| 98      | 6 décembre   | B1A4              | "A Lie"                    | 7,732             |
| —       | 13 décembre  | SEVENTEEN         | "Boom Boom"                | 8,005             |
| —       | 20 décembre  | Pas d'émission    | Pas d'émission             | Pas d'émission    |
| —       | 27 décembre  | Pas d'émission    | Pas d'émission             | Pas d'émission    |

### 2017
| Episode | Date         | Artiste                      | Chanson                      | Points                       |
| ------- | ------------ | ---------------------------- | ---------------------------- | ---------------------------- |
| —       | 3 janvier    | Pas d'émission               | Pas d'émission               | Pas d'émission               |
| —       | 10 janvier   | Pas d'émission               | Pas d'émission               | Pas d'émission               |
| —       | 17 janvier   | Pas d'émission               | Pas d'émission               | Pas d'émission               |
| —       | 24 janvier   | Pas d'émission               | Pas d'émission               | Pas d'émission               |
| —       | 31 janvier   | Pas d'émission               | Pas d'émission               | Pas d'émission               |
| 99      | 7 février    | Red Velvet                   | "Rookie (en)"                | 9,121                        |
| 100     | 14 février   | NCT Dream                    | "My First and Last"          | 8,291                        |
| 101     | 21 février   | NCT Dream                    | "My First and Last"          | 8,248                        |
| 102     | 28 février   | NCT Dream                    | "My First and Last"          | 9,162                        |
| 103     | 7 mars       | TWICE                        | "Knock Knock (en)"           | 8,445                        |
| 104     | 14 mars      | GFriend                      | "Fingertip (en)"             | 8,235                        |
| 105     | 21 mars      | GOT7                         | "Never Ever"                 | 8,663                        |
| 106     | 28 mars      | Highlight                    | "Plz Don't Be Sad"           | 8,536                        |
| 107     | 4 avril      | Girl's Day                   | "I'll Be Yours"              | 7,902                        |
| 108     | 11 avril     | GFriend                      | "Fingertip (en)"             | 7,858                        |
| 109     | 18 avril     | Jung Eun-ji                  | "The Spring"                 | 8,245                        |
| 110     | 25 avril     | EXID                         | "Night Rather Than Day"      | 9,372                        |
| 111     | 2 mai        | EXID                         | "Night Rather Than Day"      | 7,704                        |
| —       | 9 mai        | Pas d'émission               | Pas d'émission               | Pas d'émission               |
| 112     | 16 mai       | Lovelyz                      | "Now, We"                    | 8,547                        |
| 113     | 23 mai       | VIXX                         | "Shangri-La"                 | 8,447                        |
| 114     | 30 mai       | SEVENTEEN                    | "Don't Wanna Cry"            | 8,588                        |
| —       | 6 juin       | Pas d'émission               | Pas d'émission               | Pas d'émission               |
| 115     | 13 juin      | SEVENTEEN                    | "Don't Wanna Cry"            | 9,400                        |
| 116     | 20 juin      | T-ara                        | "What's My Name?"            | 7,368                        |
| 117     | 27 juin      | Mamamoo                      | "Yes I Am"                   | 8,860                        |
| 118     | 4 juillet    | Apink                        | "Five"                       | 8,590                        |
| 119     | 11 juillet   | Apink                        | "Five"                       | 8,360                        |
| 120     | 18 juillet   | Red Velvet                   | "Red Flavor (en)"            | 9,250                        |
| 121     | 25 juillet   | EXO                          | "Ko Ko Bop"                  | 9,570                        |
| 122     | 1er août     | EXO                          | "Ko Ko Bop"                  | 7,464                        |
| 123     | 8 août       | GFriend                      | "Love Whisper (en)"          | 8,950                        |
| —       | 15 août      | Pas d'émission               | Pas d'émission               | Pas d'émission               |
| 124     | 22 août      | Wanna One                    | "Energetic (en)"             | 9,400                        |
| 125     | 29 août      | Wanna One                    | "Energetic (en)"             | 9,250                        |
| —       | 5 septembre  | NCT Dream                    | "We Young"                   | 8,744                        |
| —       | 12 septembre | EXO                          | "Power"                      | 7,665                        |
| 126     | 19 septembre | GFriend                      | "Summer Rain (en)"           | 9,750                        |
| 127     | 26 septembre | BTS                          | "DNA (en)"                   | 10,000                       |
| —       | 3 octobre    | Pas d'émission               | Pas d'émission               | Pas d'émission               |
| —       | 10 octobre   | Rediffusion de l'épisode 127 | Rediffusion de l'épisode 127 | Rediffusion de l'épisode 127 |
| 128     | 17 octobre   | Bolbbalgan4                  | "Some"                       | 8,614                        |
| 129     | 24 octobre   | Highlight                    | "Can Be Better"              | 9,292                        |
| 130     | 31 octobre   | Pas de gagnant               | Pas de gagnant               | Pas de gagnant               |
| 131     | 7 novembre   | Pas de gagnant               | Pas de gagnant               | Pas de gagnant               |
| 132     | 14 novembre  | Monsta X                     | "Dramarama"                  | 7,400                        |
| 133     | 21 novembre  | EXID                         | "DDD (en)"                   | 7,388                        |
| 134     | 28 novembre  | Lovelyz                      | "Twinkle"                    | 7,220                        |
| —       | 5 décembre   | Pas d'émission               | Pas d'émission               | Pas d'émission               |
| —       | 12 décembre  | Pas d'émission               | Pas d'émission               | Pas d'émission               |
| —       | 19 décembre  | Pas d'émission               | Pas d'émission               | Pas d'émission               |
| 135     | 26 décembre  | Pas de gagnant               | Pas de gagnant               | Pas de gagnant               |

### 2018
| Episode | Date         | Artiste           | Chanson                        | Points         |
| ------- | ------------ | ----------------- | ------------------------------ | -------------- |
| —       | 2 janvier    | Pas d'émission    | Pas d'émission                 | Pas d'émission |
| —       | 9 janvier    | Pas d'émission    | Pas d'émission                 | Pas d'émission |
| —       | 16 janvier   | Pas d'émission    | Pas d'émission                 | Pas d'émission |
| 136     | 23 janvier   | Oh My Girl        | "Secret Garden (en)"           | 6,698          |
| —       | 30 janvier   | Pas d'émission    | Pas d'émission                 | Pas d'émission |
| 137     | 6 février    | Momoland          | "Bboom Bboom (en)"             | 5,962          |
| —       | 13 février   | Pas d'émission    | Pas d'émission                 | Pas d'émission |
| —       | 20 février   | Pas d'émission    | Pas d'émission                 | Pas d'émission |
| 138     | 27 février   | Yang Yo-seob (en) | "Where I Am Gone"              | 6,780          |
| 139     | 6 mars       | Kim Sung-kyu      | "True Love"                    | 6,230          |
| 140     | 13 mars      | Mamamoo           | "Starry Night"                 | 9,380          |
| 141     | 20 mars      | Mamamoo           | "Starry Night"                 | 9,700          |
| 142     | 27 mars      | NCT 127           | "Touch (en)"                   | 10,298         |
| 143     | 3 avril      | Wanna One         | "Boomerang (en)"               | 10,000         |
| 144     | 10 avril     | EXID              | "Lady (en)"                    | 7,854          |
| 145     | 17 avril     | Monsta X          | "Jealousy"                     | 7,550          |
| 146     | 24 avril     | VIXX              | "Scentist"                     | 9,430          |
| 147     | 1er mai      | Lovelyz           | "That Day"                     | 9,360          |
| 148     | 8 mai        | GFriend           | "Time for the Moon Night (en)" | 9,630          |
| —       | 15 mai       | Pas d'émission    | Pas d'émission                 | Pas d'émission |
| 149     | 22 mai       | (G)I-dle          | Latata (en)                    | 8,063          |
| 150     | 29 mai       | (G)I-dle          | Latata (en)                    | 8,455          |
| 151     | 5 juin       | Shinee            | "Good Evening"                 | 9,630          |
| 152     | 12 juin      | Wanna One         | "Light (en)"                   | 10,000         |
| —       | 19 juin      | Pas d'émission    | Pas d'émission                 | Pas d'émission |
| 153     | 26 juin      | Kim Dong-han (en) | "Sunset"                       | 7,040          |
| 154     | 3 juillet    | BtoB              | "Only One For Me"              | 8,370          |
| 155     | 10 juillet   | Apink             | "I'm So Sick"                  | 9,400          |
| 156     | 17 juillet   | Apink             | "I'm So Sick"                  | 8,980          |
| 157     | 24 juillet   | Mamamoo           | "Egotistic"                    | 9,500          |
| —       | 31 juillet   | Pas d'émission    | Pas d'émission                 | Pas d'émission |
| 158     | 7 août       | Leo               | "Touch & Sketch"               | 7,490          |
| 159     | 14 août      | DIA               | "Woo Woo"                      | 7,390          |
| 160     | 21 août      | Red Velvet        | "Power Up (en)"                | 8,832          |
| —       | 28 août      | Pas d'émission    | Pas d'émission                 | Pas d'émission |
| 161     | 4 septembre  | (G)I-dle          | "Hann (Alone) (en)"            | 6,925          |
| 162     | 11 septembre | Nam Woo-hyun      | "If Only You Are Fine"         | 8,390          |
| 163     | 18 septembre | Oh My Girl        | "Remember Me"                  | 7,479          |
| 164     | 25 septembre | GOT7              | "Lullaby"                      | 9,944          |
| 165     | 2 octobre    | Cosmic Girls      | "Save Me, Save You"            | 8,790          |
| 166     | 9 octobre    | Soyou             | "All Night"                    | 6,215          |
| 167     | 16 octobre   | NXT 127           | "Regular"                      | 9,330          |
| 168     | 23 octobre   | NXT 127           | "Regular"                      | 9,250          |
| 169     | 30 octobre   | Monsta X          | "Shoot Out"                    | 9,250          |
| —       | 6 novembre   | Pas d'émission    | Pas d'émission                 | Pas d'émission |
| 170     | 13 novembre  | Iz*One            | "La Vie en Rose (en)"          | 8,918          |
| 171     | 20 novembre  | Iz*One            | "La Vie en Rose (en)"          | 8,621          |
| 172     | 27 novembre  | Wanna One         | "Spring Breeze"                | 10,000         |
| 173     | 4 décembre   | Wanna One         | "Spring Breeze"                | 8,560          |
| —       | 11 décembre  | Pas d'émission    | Pas d'émission                 | Pas d'émission |
| —       | 18 décembre  | Pas d'émission    | Pas d'émission                 | Pas d'émission |
| —       | 25 décembre  | Pas d'émission    | Pas d'émission                 | Pas d'émission |

### 2019
| Episode | Date         | Artiste                           | Chanson                           | Points                            |
| ------- | ------------ | --------------------------------- | --------------------------------- | --------------------------------- |
| —       | 1er janvier  | Pas d'émission                    | Pas d'émission                    | Pas d'émission                    |
| —       | 8 janvier    | Pas d'émission                    | Pas d'émission                    | Pas d'émission                    |
| —       | 15 janvier   | Pas d'émission                    | Pas d'émission                    | Pas d'émission                    |
| 174     | 22 janvier   | GFriend                           | "Sunrise (en)"                    | 8,617                             |
| 175     | 29 janvier   | Astro                             | "All Night"                       | 8,170                             |
| —       | 5 février    | Pas d'émission                    | Pas d'émission                    | Pas d'émission                    |
| 176     | 12 février   | CLC                               | "No"                              | 5,470                             |
| 177     | 19 février   | CLC                               | "No"                              | 8,745                             |
| 178     | 26 février   | Monsta X                          | "Alligator"                       | 9,480                             |
| 179     | 5 mars       | N.Flying                          | "Rooftop"                         | 5,816                             |
| 180     | 12 mars      | TXT                               | "Crown (en)"                      | 7,190                             |
| 181     | 19 mars      | Mamamoo                           | "Gogobebe"                        | 6,590                             |
| 182     | 26 mars      | Momoland                          | "I'm So Hot (en)"                 | 7,981                             |
| 183     | 2 avril      | Momoland                          | "I'm So Hot (en)"                 | 6,311                             |
| 184     | 9 avril      | Iz*One                            | "Violeta (en)"                    | 9,646                             |
| 185     | 16 avril     | Iz*One                            | "Violeta (en)"                    | 9,425                             |
| 186     | 23 avril     | Super Junior-D&E                  | "Danger"                          | 9,250                             |
| —       | 30 avril     | Pas d'émission                    | Pas d'émission                    | Pas d'émission                    |
| 187     | 7 mai        | The Boyz                          | "Bloom Bloom"                     | 7,032                             |
| 188     | 14 mai       | Oh My Girl                        | "The Fifth Season (SSFWL)"        | 8,205                             |
| —       | 21 mai       | Pas d'émission                    | Pas d'émission                    | Pas d'émission                    |
| 189     | 28 mai       | Kim Jae-hwan (en)                 | "Begin Again"                     | 9,376                             |
| 190     | 4 juin       | AB6IX                             | "Breathe"                         | 8,190                             |
| 191     | 11 juin      | Cosmic Girls                      | "Boogie Up"                       | 7,460                             |
| 192     | 18 juin      | Cosmic Girls                      | "Boogie Up"                       | 7,210                             |
| 193     | 25 juin      | Ateez                             | "Wave"                            | 6,207                             |
| 194     | 2 juillet    | (G)I-dle                          | "Uh-Oh (en)"                      | 7,505                             |
| 195     | 9 juillet    | GFriend                           | "Fever (en)"                      | 9,100                             |
| 196     | 16 juillet   | Ha Sung-woon (en)                 | "Blue"                            | 8,150                             |
| —       | 23 juillet   | Pas d'émission                    | Pas d'émission                    | Pas d'émission                    |
| 197     | 30 juillet   | CIX                               | "Movie Star"                      | 8,290                             |
| 198     | 6 août       | NCT Dream                         | "Boom"                            | 9,600                             |
| 199     | 13 août      | Oh My Girl                        | "Bungee (Fall In Love)"           | 8,421                             |
| 200     | 20 août      | NCT Dream                         | "Boom"                            | 8,020                             |
| 201     | 27 août      | Red Velvet                        | "Umpah Umpah (en)"                | 7,980                             |
| 202     | 3 septembre  | X1                                | "Flash (en)"                      | —                                 |
| 203     | 10 septembre | X1                                | "Flash (en)"                      | 9,500                             |
| —       | 17 septembre | Pas d'émission                    | Pas d'émission                    | Pas d'émission                    |
| 204     | 24 septembre | Everglow                          | "Adios"                           | 7,861                             |
| 205     | 1er octobre  | Pas de gagnant                    | Pas de gagnant                    | Pas de gagnant                    |
| 206     | 8 octobre    | Jeong Se-woon (en)                | "When It Rains"                   | 6,543                             |
| 207     | 15 octobre   | AB6IX                             | "Blind For Love"                  | 7,810                             |
| 208     | 22 octobre   | AB6IX                             | "Blind For Love"                  | 8,560                             |
| 209     | 29 octobre   | TXT                               | "Run Away"                        | 6,290                             |
| 210     | 5 novembre   | Monsta X                          | "Follow"                          | 6,480                             |
| 211     | 12 novembre  | Victon                            | "Nostalgic Night"                 | 8,160                             |
| —       | 19 novembre  | Émission spéciale, pas de gagnant | Émission spéciale, pas de gagnant | Émission spéciale, pas de gagnant |
| 212     | 26 novembre  | Cosmic Girls                      | "As You Wish"                     | 7,370                             |
| 213     | 3 décembre   | Kang Daniel                       | "Touchin' (en)"                   | 6,195                             |
| —       | 10 décembre  | Pas d'émission                    | Pas d'émission                    | Pas d'émission                    |
| —       | 17 décembre  | Pas d'émission                    | Pas d'émission                    | Pas d'émission                    |
| —       | 24 décembre  | Pas d'émission                    | Pas d'émission                    | Pas d'émission                    |
| —       | 31 décembre  | Pas d'émission                    | Pas d'émission                    | Pas d'émission                    |

### 2020
| Épisode | Date          | Artiste         | Chanson                         | Points         |
| ------- | ------------- | --------------- | ------------------------------- | -------------- |
| —       | 7 janvier     | Pas d'émission  | Pas d'émission                  | Pas d'émission |
| —       | 14 janvier    | Pas d'émission  | Pas d'émission                  | Pas d'émission |
| —       | 21 janvier    | Pas d'émission  | Pas d'émission                  | Pas d'émission |
| —       | 28 janvier    | Pas d'émission  | Pas d'émission                  | Pas d'émission |
| —       | 4 février     | Pas d'émission  | Pas d'émission                  | Pas d'émission |
| 214     | 11 février    | GFriend         | "Crossroads (en)"               | 7,201          |
| 215     | 18 février    | GFriend         | "Crossroads (en)"               | 6,680          |
| 216     | 25 février    | Iz*One          | "Fiesta (en)"                   | 8,820          |
| 217     | 3 mars        | Iz*One          | "Fiesta (en)"                   | 9,393          |
| —       | 10 mars       | Pas d'émission  | Pas d'émission                  | Pas d'émission |
| 218     | 17 mars       | Victon          | "Howling"                       | 6,870          |
| 219     | 24 mars       | Kim Se-jeong    | "Plant"                         | 5,827          |
| 220     | 31 mars       | Kang Daniel     | "2U (en)"                       | 8,290          |
| —       | 7 avril       | Pas d'émission  | Pas d'émission                  | Pas d'émission |
| —       | 14 avril      | Pas d'émission  | Pas d'émission                  | Pas d'émission |
| 221     | 21 avril      | Apink           | "Dumhdurum"                     | 7,810          |
| 222     | 28 avril      | Solar           | "Spit It Out"                   | 9,100          |
| 223     | 5 mai         | Oh My Girl      | "Nonstop"                       | 8,631          |
| 224     | 12 mai        | Oh My Girl      | "Nonstop"                       | 6,806          |
| —       | 19 mai        | Pas d'émission  | Pas d'émission                  | Pas d'émission |
| 225     | 26 mai        | TXT             | "Can’t You See Me?"             | 8,880          |
| 226     | 2 juin        | Monsta X        | "Fantasia"                      | 8,690          |
| 227     | 9 juin        | Victon          | "Mayday"                        | 8,120          |
| 228     | 16 juin       | Cosmic Girls    | "Butterfly"                     | 8,100          |
| 229     | 23 juin       | Iz*One          | "Secret Story of the Swan (en)" | 9,030          |
| 230     | 30 juin       | Iz*One          | "Secret Story of the Swan (en)" | 7,657          |
| 231     | 7 juillet     | AB6IX           | "The Answer"                    | 8,976          |
| 232     | 14 juillet    | SF9             | "Summer Breeze"                 | 8,830          |
| 233     | 21 juillet    | GFriend         | "Apple"                         | 9,180          |
| —       | 28 juillet    | Pas d'émission  | Pas d'émission                  | Pas d'émission |
| 234     | 4 août        | Ateez           | "Inception"                     | 5,870          |
| 235     | 11 août       | Kang Daniel     | "Who U Are"                     | 7,135          |
| —       | 18 août       | Pas d'émission  | Pas d'émission                  | Pas d'émission |
| —       | 25 août       | Pas d'émission  | Pas d'émission                  | Pas d'émission |
| 236     | 1er septembre | Cravity         | "Flame"                         | 6,070          |
| 237     | 8 septembre   | Lovelyz         | "Obliviate"                     | 8,638          |
| 238     | 15 septembre  | YooA            | "Bon Voyage"                    | 6,689          |
| 239     | 22 septembre  | Moonbin & Sanha | "Bad Idea"                      | 6,450          |
| —       | 29 septembre  | Pas d'émission  | Pas d'émission                  | Pas d'émission |
| 240     | 6 octobre     | The Boyz        | "The Stealer"                   | 8,370          |
| 241     | 13 octobre    | Golden Child    | "Pump It Up"                    | 8,680          |
| 242     | 20 octobre    | Pentagon        | "Daisy (en)"                    | 8,470          |
| —       | 27 octobre    | Pas d'émission  | Pas d'émission                  | Pas d'émission |
| 243     | 3 novembre    | TXT             | "Blue Hour"                     | 8,370          |
| 244     | 10 novembre   | Monsta X        | "Love Killa"                    | 7,410          |
| 245     | 17 novembre   | GFriend         | "Mago (en)"                     | 9,185          |
| 246     | 24 novembre   | BtoB 4U         | "Show Your Love (en)"           | 7,040          |
| —       | 1er décembre  | Pas d'émission  | Pas d'émission                  | Pas d'émission |
| 247     | 8 décembre    | NCT U           | "90's Love"                     | 8,070          |
| 248     | 15 décembre   | Iz*One          | "Panorama (en)"                 | 8,559          |
| —       | 22 décembre   | Pas d'émission  | Pas d'émission                  | Pas d'émission |
| —       | 29 décembre   | Pas d'émission  | Pas d'émission                  | Pas d'émission |

### 2021
| Épisode | Date         | Artiste                           | Chanson                            | Points                            |
| ------- | ------------ | --------------------------------- | ---------------------------------- | --------------------------------- |
| —       | 5 janvier    | Pas d'émission                    | Pas d'émission                     | Pas d'émission                    |
| —       | 12 janvier   | Pas d'émission                    | Pas d'émission                     | Pas d'émission                    |
| —       | 19 janvier   | Pas d'émission                    | Pas d'émission                     | Pas d'émission                    |
| 249     | 26 janvier   | (G)I-dle                          | "Hwaa (en)"                        | 8,184                             |
| 250     | 2 février    | Golden Child                      | "Burn It"                          | 7,880                             |
| —       | 9 février    | Pas d'émission                    | Pas d'émission                     | Pas d'émission                    |
| —       | 16 février   | Pas d'émission                    | Pas d'émission                     | Pas d'émission                    |
| 251     | 23 février   | Kang Daniel                       | "Paranoia"                         | 7,985                             |
| 252     | 2 mars       | ONF                               | "Beautiful Beautiful"              | 9,040                             |
| 253     | 9 mars       | Ateez                             | "Fireworks (I'm The One)"          | 6,470                             |
| 254     | 16 mars      | Brave Girls                       | "Rollin' (en)"                     | 5,252                             |
| 255     | 23 mars      | Lim Young-woong (en)              | "My Starry Love (en)"              | 6,170                             |
| —       | 30 mars      | Pas d'émission                    | Pas d'émission                     | Pas d'émission                    |
| 256     | 6 avril      | Cosmic Girls                      | "Unnatural"                        | 7,810                             |
| 257     | 13 avril     | Astro                             | "One"                              | 9,500                             |
| 258     | 20 avril     | Kang Daniel                       | "Antidote"                         | 8,633                             |
| 259     | 27 avril     | Émission spéciale, pas de gagnant | Émission spéciale, pas de gagnant  | Émission spéciale, pas de gagnant |
| 260     | 4 mai        | Enhypen                           | "Drunk-Dazed"                      | 6,790                             |
| 261     | 11 mai       | Highlight                         | "Not The End"                      | 8,810                             |
| 262     | 18 mai       | Oh My Girl                        | "Dun Dun Dance"                    | 7,851                             |
| 263     | 25 mai       | Oh My Girl                        | "Dun Dun Dance"                    | 6,785                             |
| 264     | 1er juin     | Everglow                          | "First"                            | 5,080                             |
| 265     | 8 juin       | TXT                               | "0X1=Lovesong (I Know I Love You)" | 8,320                             |
| 266     | 15 juin      | Ha Sung-woon (en)                 | "Sneakers"                         | 6,740                             |
| 267     | 22 juin      | Brave Girls                       | "Chi Mat Ba Ram (en)"              | 7,015                             |
| —       | 29 juin      | Pas d'émission                    | Pas d'émission                     | Pas d'émission                    |
| 268     | 6 juillet    | Loona                             | "PTT (Paint the Town) (en)"        | 5,810                             |
| 269     | 13 juillet   | Jeon So-yeon                      | "Beam Beam (en)"                   | 6,742                             |
| —       | 20 juillet   | Épisode spécial, pas de gagnant   | Épisode spécial, pas de gagnant    | Épisode spécial, pas de gagnant   |
| —       | 27 juillet   | Pas d'émission                    | Pas d'émission                     | Pas d'émission                    |
| —       | 3 août       | Pas d'émission                    | Pas d'émission                     | Pas d'émission                    |
| 270     | 10 août      | ASTRO                             | "After Midnight"                   | 9,520                             |
| 271     | 17 août      | THE BOYZ                          | "Thrill Ride"                      | 9,400                             |
| 272     | 24 août      | TXT                               | "Loser=Lover"                      | 7,980                             |
| 273     | 31 août      | Lee Chan-won (en)                 | "Convenience Store"                | 5,190                             |
| 274     | 7 septembre  | Fromis 9                          | "Talk & Talk"                      | 8,470                             |
| 275     | 14 septembre | StayC                             | "Stereotype (en)"                  | 8,760                             |
| —       | 21 septembre | Pas d'émission                    | Pas d'émission                     | Pas d'émission                    |
| 276     | 28 septembre | NCT 127                           | "Sticker (en)"                     | 8,054                             |
| —       | 5 octobre    | Pas d'émission                    | Pas d'émission                     | Pas d'émission                    |
| 277     | 12 octobre   | Woodz                             | "Waiting"                          | 7,427                             |
| 278     | 19 octobre   | Enhypen                           | "Tamed-Dashed"                     | 7,770                             |
| 279     | 26 octobre   | Aespa                             | "Savage (en)"                      | 7,048                             |
| 280     | 2 novembre   | Park Ji-hoon                      | "Serious"                          | 6,170                             |
| 281     | 9 novembre   | The Boyz                          | "Maverick"                         | 8,492                             |
| —       | 16 novembre  | Pas d'émission                    | Pas d'émission                     | Pas d'émission                    |
| 282     | 23 novembre  | Monsta X                          | "Rush Hour"                        | 8,200                             |
| 283     | 30 novembre  | Monsta X                          | "Rush Hour"                        | 9,400                             |
| —       | 7 décembre   | Pas d'émission                    | Pas d'émission                     | Pas d'émission                    |
| 284     | 14 décembre  | IVE                               | "ELEVEN (en)"                      | 7,376                             |
| —       | 21 décembre  | Pas d'émission                    | Pas d'émission                     | Pas d'émission                    |
| —       | 28 décembre  | Pas d'émission                    | Pas d'émission                     | Pas d'émission                    |

### 2022
| Épisode | Date         | Artiste        | Chanson                  | Points         |
| ------- | ------------ | -------------- | ------------------------ | -------------- |
| —       | 4 janvier    | Pas d'émission | Pas d'émission           | Pas d'émission |
| —       | 11 janvier   | Pas d'émission | Pas d'émission           | Pas d'émission |
| —       | 18 janvier   | Pas d'émission | Pas d'émission           | Pas d'émission |
| 285     | 25 janvier   | Fromis 9       | "DM (en)"                | 8 353          |
| —       | 1er février  | Pas d'émission | Pas d'émission           | Pas d'émission |
| —       | 8 février    | Pas d'émission | Pas d'émission           | Pas d'émission |
| —       | 15 février   | Pas d'émission | Pas d'émission           | Pas d'émission |
| 286     | 22 février   | Apink          | "Dilemma (en)"           | 9 700          |
| 287     | 1er mars     | StayC          | "Run2U (en)"             | 8 261          |
| 288     | 8 mars       | StayC          | "Run2U (en)"             | 7 669          |
| —       | 15 mars      | Pas d'émission | Pas d'émission           | Pas d'émission |
| 289     | 22 mars      | (G)I-dle       | "Tomboy (en)"            | 7 970          |
| 290     | 29 mars      | Highlight      | "Daydream"               | 8 650          |
| 291     | 5 avril      | Oh My Girl     | "Real Love"              | 8 881          |
| 292     | 12 avril     | IVE            | "Love Dive (en)"         | 9 400          |
| 293     | 19 avril     | IVE            | "Love Dive (en)"         | 8 184          |
| 294     | 26 avril     | Dreamcatcher   | "Maison"                 | 7 914          |
| 295     | 3 mai        | Cho Mi-yeon    | "Drive (en)"             | 6 944          |
| 296     | 10 mai       | Le Sserafim    | "Fearless (en)"          | 8 456          |
| 297     | 17 mai       | Le Sserafim    | "Fearless (en)"          | 9 670          |
| 298     | 24 mai       | ASTRO          | "Candy Sugar Pop"        | 8 970          |
| —       | 31 mai       | Pas d'émission | Pas d'émission           | Pas d'émission |
| 299     | 7 juin       | Jo Yu-ri       | "Love Shhh!"             | 6 489          |
| —       | 14 juin      | Pas d'émission | Pas d'émission           | Pas d'émission |
| —       | 21 juin      | Pas d'émission | Pas d'émission           | Pas d'émission |
| 300     | 28 juin      | LOONA          | "Flip That (en)"         | 8 200          |
| 301     | 5 juillet    | Fromis 9       | "Stay This Way (en)"     | 8 270          |
| 302     | 12 juillet   | Enhypen        | "Future Perfect"         | 7 200          |
| 303     | 19 juillet   | Chungha        | "Sparkling (en)"         | 6 984          |
| 304     | 26 juillet   | STAYC          | "Beautiful Monster (en)" | 8 369          |
| 305     | 2 août       | ATEEZ          | "Guerilla"               | 7 200          |
| 306     | 9 août       | ATEEZ          | "Guerilla"               | 8 640          |
| —       | 16 août      | Pas d'émission | Pas d'émission           | Pas d'émission |
| —       | 23 août      | Pas d'émission | Pas d'émission           | Pas d'émission |
| 307     | 30 août      | IVE            | "After Like (en)"        | 8 734          |
| 308     | 6 septembre  | IVE            | "After Like (en)"        | 7 403          |
| 309     | 13 septembre | Oneus          | "Same Scent"             | 7 950          |
| 310     | 20 septembre | Oneus          | "Same Scent"             | 9 370          |
| —       | 27 septembre | Pas d'émission | Pas d'émission           | Pas d'émission |
| 311     | 4 octobre    | Cravity        | "Party Rock"             | 9 110          |
| —       | 11 octobre   | Pas d'émission | Pas d'émission           | Pas d'émission |
| 312     | 18 octobre   | DKZ (en)       | "Uh-Heung"               | 8 530          |
| 313     | 25 octobre   | (G)I-dle       | "Nxde (en)"              | 8 551          |
| —       | 1er novembre | Pas d'émission | Pas d'émission           | Pas d'émission |
| —       | 8 novembre   | Pas d'émission | Pas d'émission           | Pas d'émission |
| 314     | 15 novembre  | Highlight      | "Alone"                  | 9 170          |
| 315     | 22 novembre  | YooA           | "Selfish"                | 7 227          |
| —       | 29 novembre  | Pas d'émission | Pas d'émission           | Pas d'émission |
| —       | 6 décembre   | Pas d'émission | Pas d'émission           | Pas d'émission |
| —       | 13 décembre  | Pas d'émission | Pas d'émission           | Pas d'émission |
| —       | 20 décembre  | Pas d'émission | Pas d'émission           | Pas d'émission |
| —       | 27 décembre  | Pas d'émission | Pas d'émission           | Pas d'émission |

### 2023
| Épisode | Date         | Artiste                                                               | Chanson                                                               | Points                                                                |
| ------- | ------------ | --------------------------------------------------------------------- | --------------------------------------------------------------------- | --------------------------------------------------------------------- |
| —       | 3 janvier    | Pas d'émission                                                        | Pas d'émission                                                        | Pas d'émission                                                        |
| —       | 10 janvier   | Pas d'émission                                                        | Pas d'émission                                                        | Pas d'émission                                                        |
| —       | 17 janvier   | Pas d'émission                                                        | Pas d'émission                                                        | Pas d'émission                                                        |
| —       | 24 janvier   | Pas d'émission                                                        | Pas d'émission                                                        | Pas d'émission                                                        |
| —       | 31 janvier   | Pas d'émission                                                        | Pas d'émission                                                        | Pas d'émission                                                        |
| —       | 7 février    | Pas d'émission                                                        | Pas d'émission                                                        | Pas d'émission                                                        |
| —       | 14 février   | Pas d'émission                                                        | Pas d'émission                                                        | Pas d'émission                                                        |
| 316     | 21 février   | STAYC                                                                 | "Teddy Bear (en)"                                                     | 9 360                                                                 |
| 317     | 28 février   | Lee Chan-won (en)                                                     | "Wish Lanterns"                                                       | 7 310                                                                 |
| —       | 7 mars       | Pas d'émission                                                        | Pas d'émission                                                        | Pas d'émission                                                        |
| 318     | 14 mars      | Cravity                                                               | "Groovy"                                                              | 8 550                                                                 |
| 319     | 21 mars      | Épisode spécial, pas de gagnant                                       | Épisode spécial, pas de gagnant                                       | Épisode spécial, pas de gagnant                                       |
| 320     | 28 mars      | Kim Jae-hwan (en)                                                     | "Spring Breeze"                                                       | 8 830                                                                 |
| 321     | 4 avril      | Billlie                                                               | "Eunoia"                                                              | 9 260                                                                 |
| —       | 11 avril     | Pas d'émission                                                        | Pas d'émission                                                        | Pas d'émission                                                        |
| 322     | 18 avril     | IVE                                                                   | "I Am (en)"                                                           | 7 454                                                                 |
| 323     | 25 avril     | Lee Gi-kwang (en)                                                     | "Predator"                                                            | 8 021                                                                 |
| —       | 2 mai        | Pas d'émission                                                        | Pas d'émission                                                        | Pas d'émission                                                        |
| 324     | 9 mai        | Le Sserafim                                                           | "UNFORGIVEN (feat.Nile Rodgers) (en)"                                 | 9 340                                                                 |
| 325     | 16 mai       | Oneus                                                                 | "ERASE ME"                                                            | 8 830                                                                 |
| 326     | 23 mai       | (G)I-DLE                                                              | "Queencard (en)"                                                      | 8 157                                                                 |
| 327     | 30 mai       | Dreamcatcher                                                          | "BONVOYAGE"                                                           | 9 030                                                                 |
| 328     | 6 juin       | AB6IX                                                                 | "LOSER"                                                               | 8 300                                                                 |
| 329     | 13 juin      | fromis_9                                                              | "#menow"                                                              | 8 700                                                                 |
| 330     | 20 juin      | ATEEZ                                                                 | "BOUNCY (K-HOT CHLLI PEPPERS)"                                        | 7 220                                                                 |
| 331     | 27 juin      | ATEEZ                                                                 | "BOUNCY (K-HOT CHLLI PEPPERS)"                                        | 9 590                                                                 |
| 332     | 4 juillet    | Han Seung-woo                                                         | "Dive Into"                                                           | 7 390                                                                 |
| —       | 11 juillet   | Pas d'émission                                                        | Pas d'émission                                                        | Pas d'émission                                                        |
| 333     | 18 juillet   | Zerobaseone                                                           | "In Bloom (en)"                                                       | 9 350                                                                 |
| 334     | 25 juillet   | Zerobaseone                                                           | "In Bloom (en)"                                                       | 8 480                                                                 |
| 335     | 1er aout     | OH MY GIRL                                                            | "Summer Comes"                                                        | 9 260                                                                 |
| 336     | 8 août       | Kwon Eunbi                                                            | "The Flash"                                                           | 6 960                                                                 |
| 337     | 15 août      | Jo Yu-ri                                                              | "TAXI (en)"                                                           | 7 173                                                                 |
| —       | 22 août      | Pas d'émission                                                        | Pas d'émission                                                        | Pas d'émission                                                        |
| 338     | 29 août      | STAYC                                                                 | "Bubble (en)"                                                         | 7 285                                                                 |
| 339     | 5 septembre  | H1-KEY (en)                                                           | "SEOUL (Such a Beautiful City)"                                       | 6 082                                                                 |
| 340     | 12 septembre | BOYNEXTDOOR                                                           | "But Sometimes"                                                       | 9 080                                                                 |
| 341     | 19 septembre | Park Jae-chan (en)                                                    | "Hello"                                                               | 7 180                                                                 |
| —       | 26 septembre | Annulé en raison de la diffusion des Jeux asiatiques de Hangzhou 2022 | Annulé en raison de la diffusion des Jeux asiatiques de Hangzhou 2022 | Annulé en raison de la diffusion des Jeux asiatiques de Hangzhou 2022 |
| —       | 3 octobre    | Annulé en raison de la diffusion des Jeux asiatiques de Hangzhou 2022 | Annulé en raison de la diffusion des Jeux asiatiques de Hangzhou 2022 | Annulé en raison de la diffusion des Jeux asiatiques de Hangzhou 2022 |
| 342     | 10 octobre   | Oneus                                                                 | "Baila Conmigo"                                                       | 8 710                                                                 |
| —       | 17 octobre   | Pas d'émission                                                        | Pas d'émission                                                        | Pas d'émission                                                        |
| —       | 24 octobre   | Pas d'émission                                                        | Pas d'émission                                                        | Pas d'émission                                                        |
| —       | 31 octobre   | Pas d'émission                                                        | Pas d'émission                                                        | Pas d'émission                                                        |
| —       | 7 novembre   | Pas d'émission                                                        | Pas d'émission                                                        | Pas d'émission                                                        |
| —       | 14 novembre  | Pas d'émission                                                        | Pas d'émission                                                        | Pas d'émission                                                        |
| —       | 21 novembre  | Pas d'émission                                                        | Pas d'émission                                                        | Pas d'émission                                                        |
| —       | 28 novembre  | Pas d'émission                                                        | Pas d'émission                                                        | Pas d'émission                                                        |
| —       | 5 décembre   | Pas d'émission                                                        | Pas d'émission                                                        | Pas d'émission                                                        |
| —       | 12 décembre  | Pas d'émission                                                        | Pas d'émission                                                        | Pas d'émission                                                        |
| —       | 19 décembre  | Pas d'émission                                                        | Pas d'émission                                                        | Pas d'émission                                                        |
| —       | 26 décembre  | Pas d'émission                                                        | Pas d'émission                                                        | Pas d'émission                                                        |

### 2024
| Épisode | Date         | Artiste                            | Chanson                            | Points                             |
| ------- | ------------ | ---------------------------------- | ---------------------------------- | ---------------------------------- |
| —       | 2 janvier    | Pas d'émission                     | Pas d'émission                     | Pas d'émission                     |
| —       | 9 janvier    | Pas d'émission                     | Pas d'émission                     | Pas d'émission                     |
| —       | 16 janvier   | Pas d'émission                     | Pas d'émission                     | Pas d'émission                     |
| —       | 23 janvier   | Pas d'émission                     | Pas d'émission                     | Pas d'émission                     |
| —       | 30 janvier   | Pas d'émission                     | Pas d'émission                     | Pas d'émission                     |
| —       | 6 février    | Pas d'émission                     | Pas d'émission                     | Pas d'émission                     |
| —       | 13 février   | Pas d'émission                     | Pas d'émission                     | Pas d'émission                     |
| 343     | 20 février   | TWS (en)                           | "Plot Twist"                       | 5 876                              |
| —       | 27 février   | Pas d'émission                     | Pas d'émission                     | Pas d'émission                     |
| 344     | 5 mars       | Cravity                            | "Love or Die"                      | 9 330                              |
| 345     | 12 mars      | NCT Wish                           | "Wish (en)"                        | 7 241                              |
| 346     | 19 mars      | Highlight                          | "Body"                             | 8 810                              |
| —       | 26 mars      | Pas d'émission                     | Pas d'émission                     | Pas d'émission                     |
| 347     | 2 avril      | Illit                              | "Magnetic (en)"                    | 6 904                              |
| 348     | 9 avril      | Illit                              | "Magnetic (en)"                    | 8 990                              |
| 349     | 16 avril     | ONF                                | "Bye My Monster"                   | 7 490                              |
| 350     | 23 avril     | BoyNextDoor                        | "Earth, Wind & Fire"               | 9 200                              |
| —       | 30 avril     | Pas d'émission                     | Pas d'émission                     | Pas d'émission                     |
| 351     | 7 mai        | Solar                              | "But I"                            | 7 270                              |
| 352     | 14 mai       | TripleS                            | "Girls Never Die (en)"             | 7 200                              |
| 353     | 21 mai       | Zerobaseone                        | "Feel the Pop (en)"                | 8 750                              |
| 354     | 28 mai       | Zerobaseone                        | "Feel the Pop (en)"                | 7 430                              |
| 355     | 4 juin       | Ateez                              | "Work"                             | 9 380                              |
| 356     | 11 juin      | WayV                               | "Give Me That"                     | 7 270                              |
| —       | 18 juin      | Pas d'émission                     | Pas d'émission                     | Pas d'émission                     |
| 357     | 25 juin      | Riize                              | "Boom Boom Bass (en)"              | 9 320                              |
| 358     | 2 juillet    | TWS (en)                           | "If I'm S, Can You Be My N?"       | 9 480                              |
| 359     | 9 juillet    | Kiss of Life                       | "Sticky (en)"                      | 7 900                              |
| —       | 16 juillet   | Pas d'émission                     | Pas d'émission                     | Pas d'émission                     |
| —       | 23 juillet   | Pas d'émission                     | Pas d'émission                     | Pas d'émission                     |
| —       | 30 juillet   | Pas de gagnant                     | Pas de gagnant                     | Pas de gagnant                     |
| 360     | 6 août       | Spécial : Fanfestlval              | Spécial : Fanfestlval              | Spécial : Fanfestlval              |
| —       | 13 août      | Pas d'émission                     | Pas d'émission                     | Pas d'émission                     |
| 361     | 20 août      | Fromis 9                           | "Supersonic (en)"                  | 9 210                              |
| 362     | 27 août      | SF9                                | "Don't Worry, Be Happy"            | 7 190                              |
| 363     | 3 septembre  | Zerobaseone                        | "Good So Bad (en)"                 | 9 350                              |
| —       | 10 septembre | Pas d'émission                     | Pas d'émission                     | Pas d'émission                     |
| —       | 17 septembre | Pas d'émission                     | Pas d'émission                     | Pas d'émission                     |
| 364     | 24 septembre | P1Harmony                          | "Sad Song"                         | 7 049                              |
| —       | 1er octobre  | Pas d'émission                     | Pas d'émission                     | Pas d'émission                     |
| —       | 8 octobre    | Pas d'émission                     | Pas d'émission                     | Pas d'émission                     |
| 365     | 15 octobre   | Spécial : Autumn Picnic in Geumsan | Spécial : Autumn Picnic in Geumsan | Spécial : Autumn Picnic in Geumsan |
| —       | 22 octobre   | Pas d'émission                     | Pas d'émission                     | Pas d'émission                     |
| 366     | 29 octobre   | KISS OF LIFE                       | "Get Loud"                         | 6 552                              |
| 367     | 5 novembre   | Triple S Vision@ry Vision          | "Hit The Floor"                    | 6 900                              |
| 368     | 12 novembre  | Kep1er                             | "TIPI-TAP"                         | 7 680                              |
| —       | 19 novembre  | Pas d'émission                     | Pas d'émission                     | Pas d'émission                     |
| —       | 26 novembre  | Pas d'émission                     | Pas d'émission                     | Pas d'émission                     |
| 369     | 3 décembre   | WayV                               | "Frequency (Korean ver.)"          | 7 920                              |
| —       | 10 décembre  | Pas d'émission                     | Pas d'émission                     | Pas d'émission                     |
| —       | 17 décembre  | Pas d'émission                     | Pas d'émission                     | Pas d'émission                     |
| —       | 24 décembre  | Pas d'émission                     | Pas d'émission                     | Pas d'émission                     |
| —       | 31 décembre  | Pas d'émission                     | Pas d'émission                     | Pas d'émission                     |

### 2025
| Épisode | Date      | Artiste         | Chanson         | Points         |
| ------- | --------- | --------------- | --------------- | -------------- |
| 370     | 4 mars    | Zerobaseone     | "BLUE"          | 9 570          |
| 371     | 11 mars   | Hearts2Hearts   | "The Chase"     | 8 500          |
| —       | 18 mars   | Pas d'émission  | Pas d'émission  | Pas d'émission |
| 372     | 25 mars   | STAYC           | "Bebe"          | 7 421          |
| 373     | 1er avril | TEN             | "Stunner"       | 8 600          |
| 374     | 8 avril   | CLOSE YOUR EYES | "All My Poetry" | 8 605          |
| 375     | 15 avril  | izna            | "Sign"          | 8 450          |
| —       | 22 avril  | Pas d'émission  | Pas d'émission  | Pas d'émission |
| 376     | 29 avril  | TWS (en)        | "Countdown"     | 9 570          |
| —       | 6 mai     | Pas d'émission  | Pas d'émission  | Pas d'émission |
| —       | 13 mai    | Pas d'émission  | Pas d'émission  | Pas d'émission |
| 377     | 20 mai    | tripleS         | "Are You Alive" | 9 560          |